# 四碘化钋
四碘化钋，化学式 PoI4，是钋的一种碘化物。

## 制备
四碘化钋可以由二氧化钋和碘化氢加热反应而成。
{\displaystyle {\ce {PoO2 + 4 HI -> PoI4 + 2 H2O}}}

## 性质
四碘化钋是一种黑色固体，有挥发性。它可被硫化氢还原，产生钋。